# Tribiano
Tribiano – miejscowość i gmina we Włoszech, w regionie Lombardia, w prowincji Mediolan.
Według danych na rok 2004 gminę zamieszkiwały 2222 osoby, 370,3 os./km².